# ۳۰ راکفلر پلازا
۳۰ راکفلر پلازا (به انگلیسی: 30 Rockefeller Plaza) (به‌طور رسمی به‌نام ساختمان کامکست؛ سابقاً به‌نام‌های ساختمان آرسی‌ای و ساختمان جی‌ایی) آسمان‌خراشی است که قسمت مرکزی راکفلر سنتر در محله میدتاون منهتن شهر نیویورک ایالات متحده آمریکا را تشکیل می‌دهد. این ساختمان با ۲۶۰ متر ارتفاع (۸۵۰ فوت) و ۶۶ طبقه که در سال ۱۹۳۳ تکمیل شد، به سبک معماری آرت دکو توسط ریموند هود، معمار ارشد راکفلر سنتر طراحی شده است.
۳۰ راکفلر پلازا از زمان افتتاح آن در سال ۱۹۳۳ تا ۱۹۸۸ به دلیل مستأجر اصلی خود، شرکت رادیویی آمریکا (آرسی‌ای) به نام (ساختمان آرسی‌ای) و سپس برای جنرال الکتریک به نام (ساختمان جی‌ای) تا سال ۲۰۱۵ شناخته می‌شد، تا زمانی که به نام مالک فعلی خود کامکست تغییر نام داد.
این ساختمان همچنین مقر اصلی دفتر مرکزی و استودیوهای نیویورک شبکه تلویزیونی ان‌بی‌سی است. دفتر مرکزی این شبکه گاهی ۳۰ راک نامیده می‌شود، نام مستعاری که الهام‌بخش آن یک مجموعهٔ تلویزیونی کمدی شبکه ان‌بی‌سی به همین نام ۳۰ راک است.
این ساختمان بلندترین سازه در راکفلر سنتر، بیست و هشتمین ساختمان بلند در شهر نیویورک و شصتمین بلندترین ساختمان در ایالات متحده و نود و سومین ساختمان بلند در جهان است.

## نگارخانه

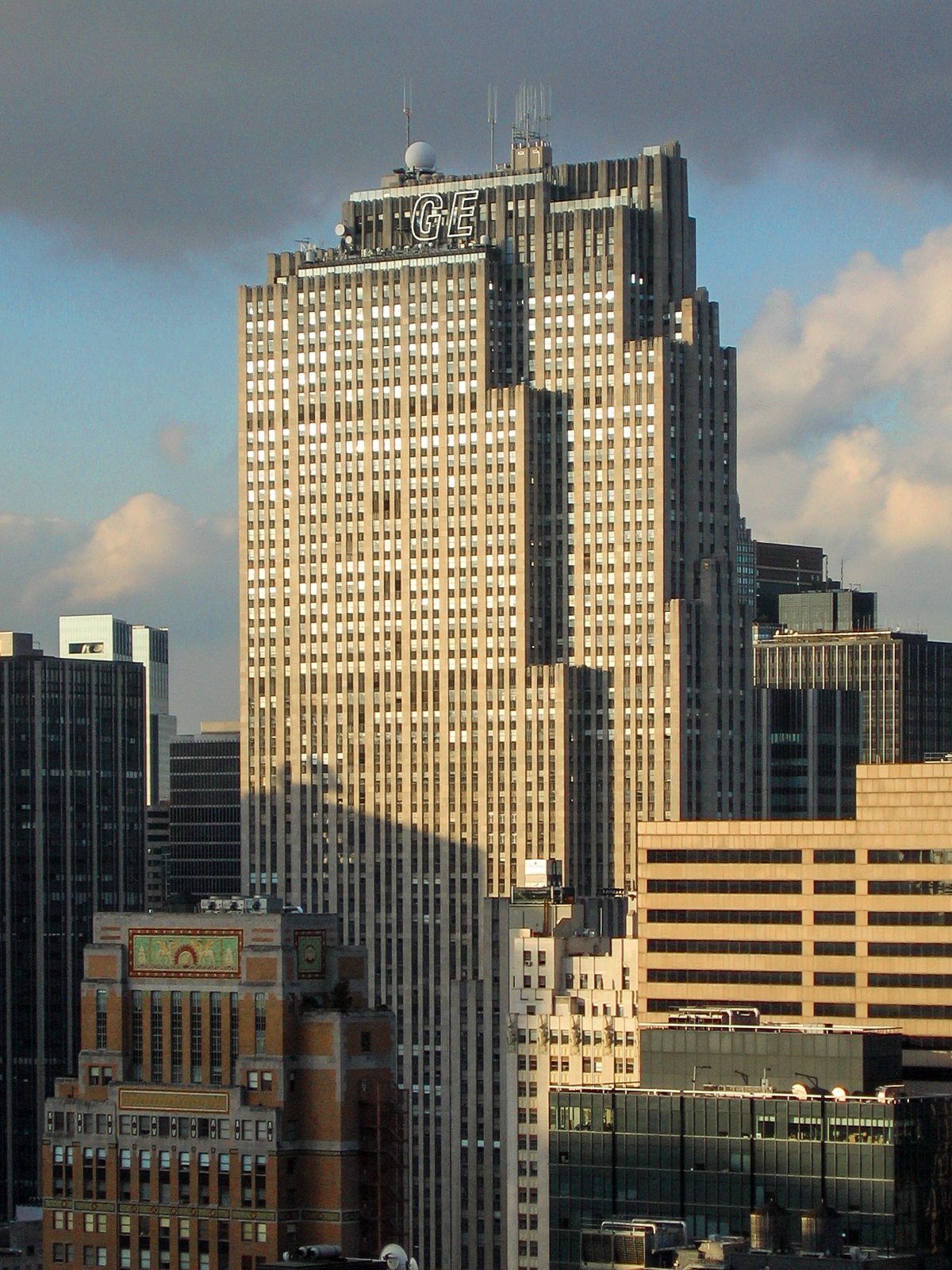
ساختمان ۳۰ راکفلر پلازا (جی‌ایی سابق) در منهتن، نیویورک

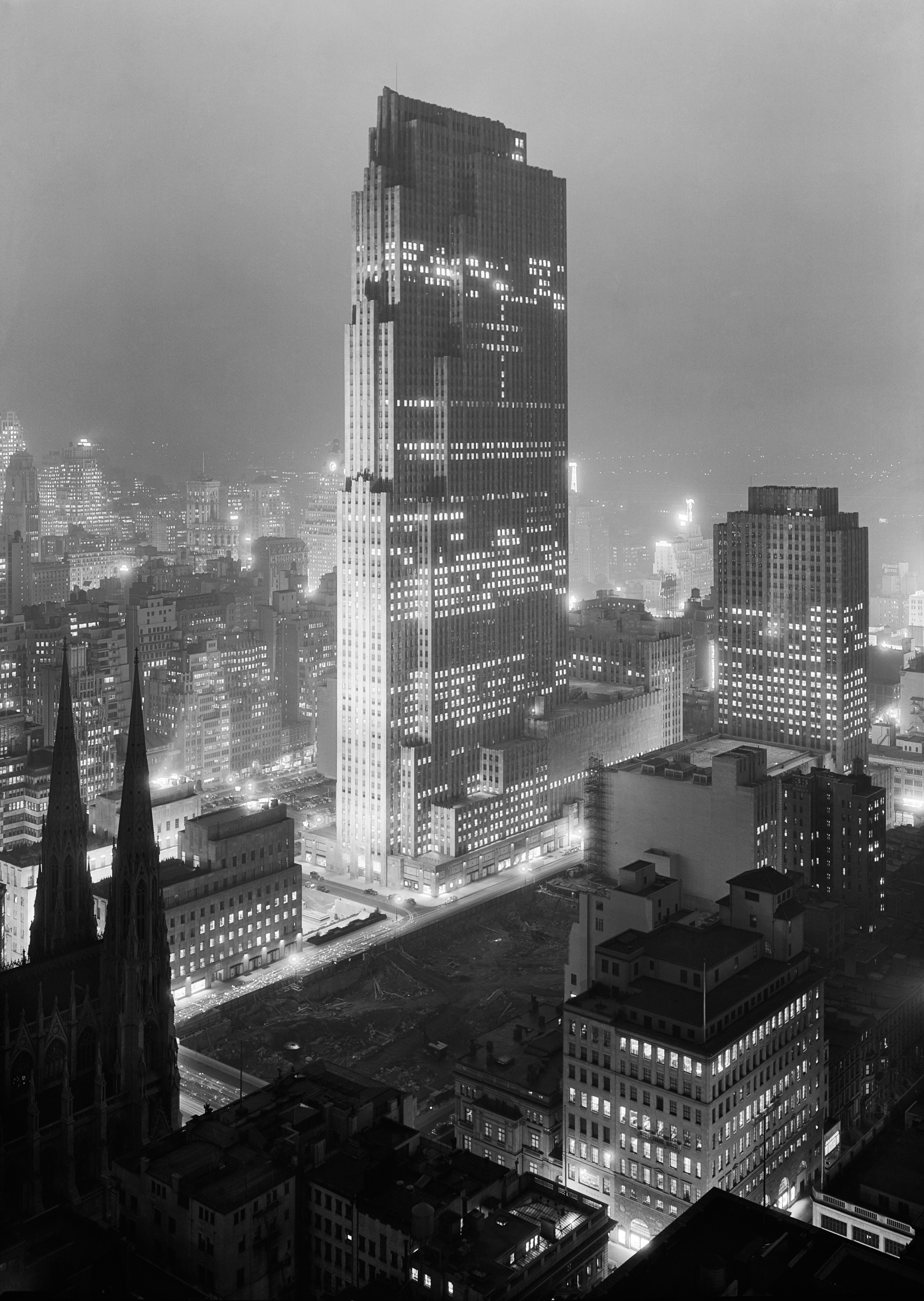
راکفلر سنتر، دسامبر ۱۹۳۳
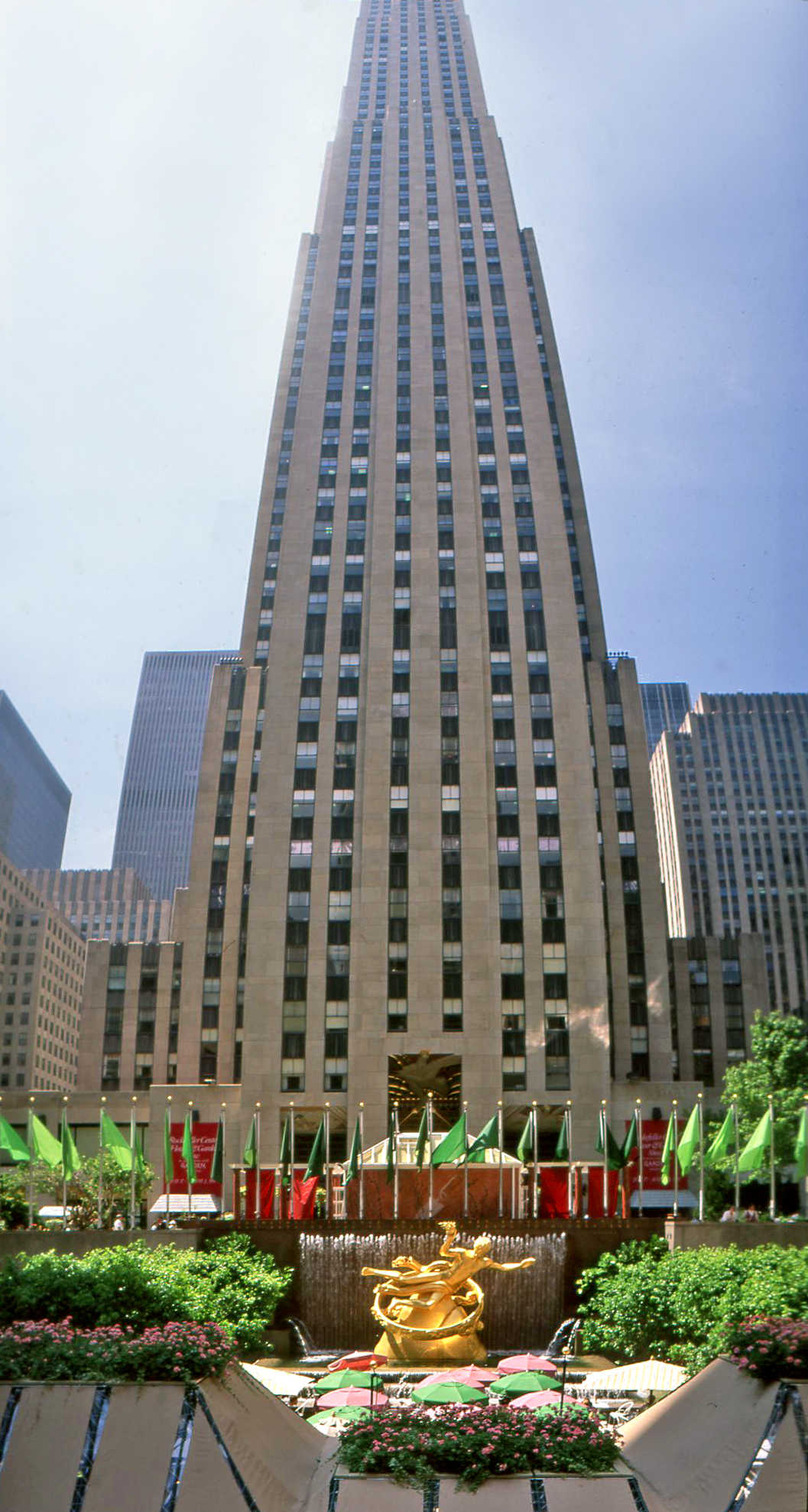
راکفلر سنتر، ژوئیه ۱۹۹۷
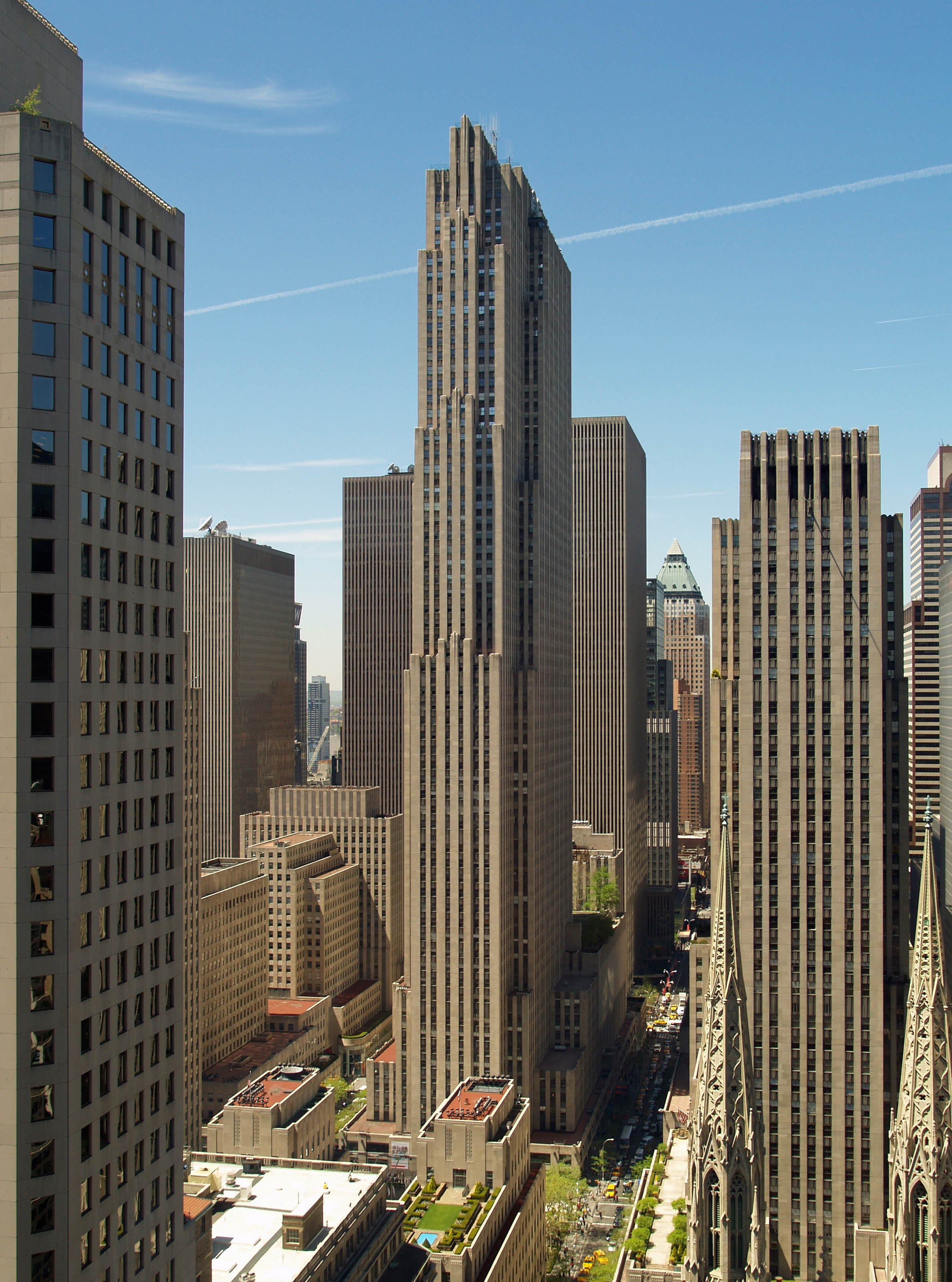
۳۰ راکفلر پلازا (ساختمان کامکست)
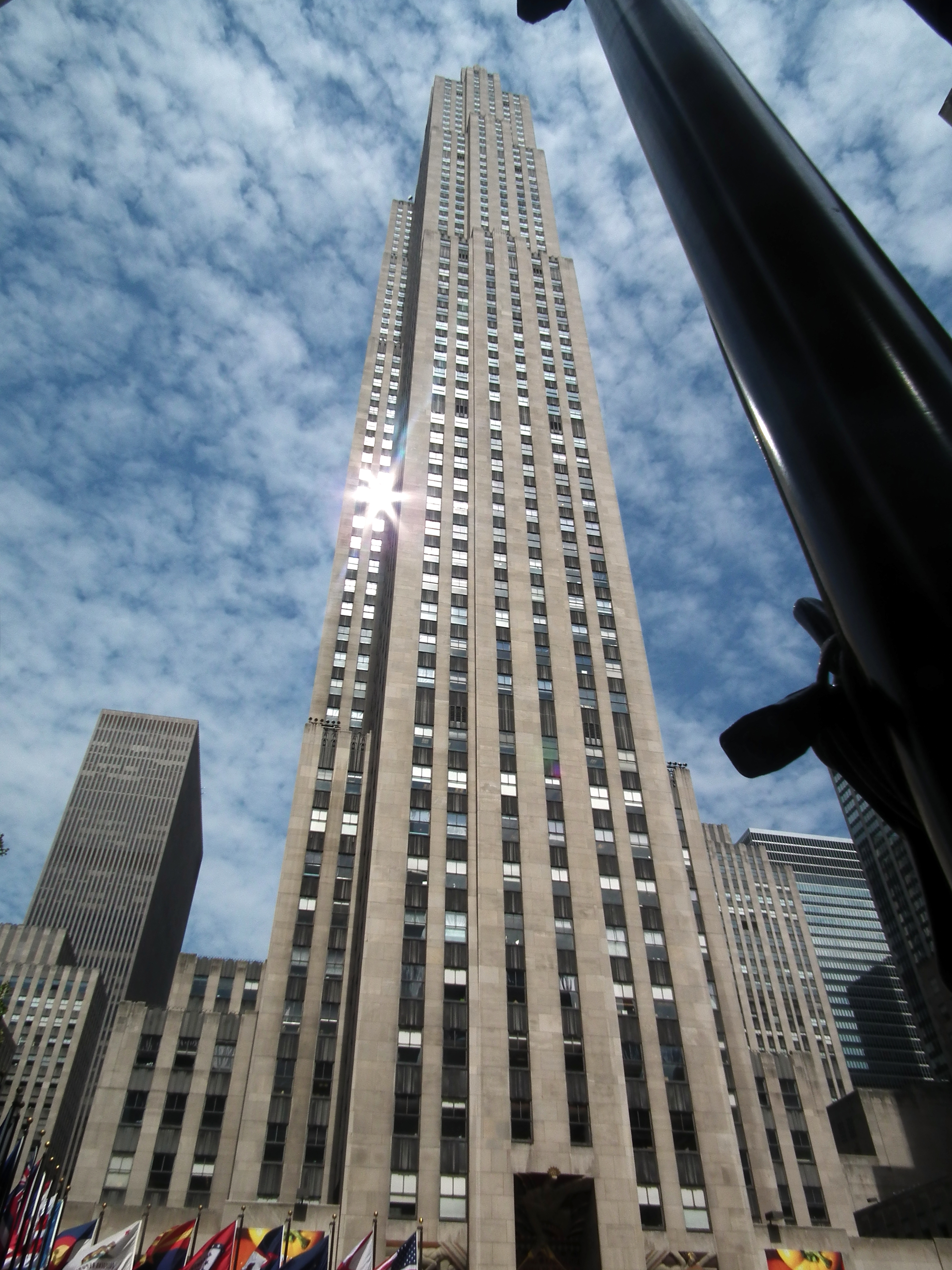
راکفلر سنتر، اوت ۲۰۱۱
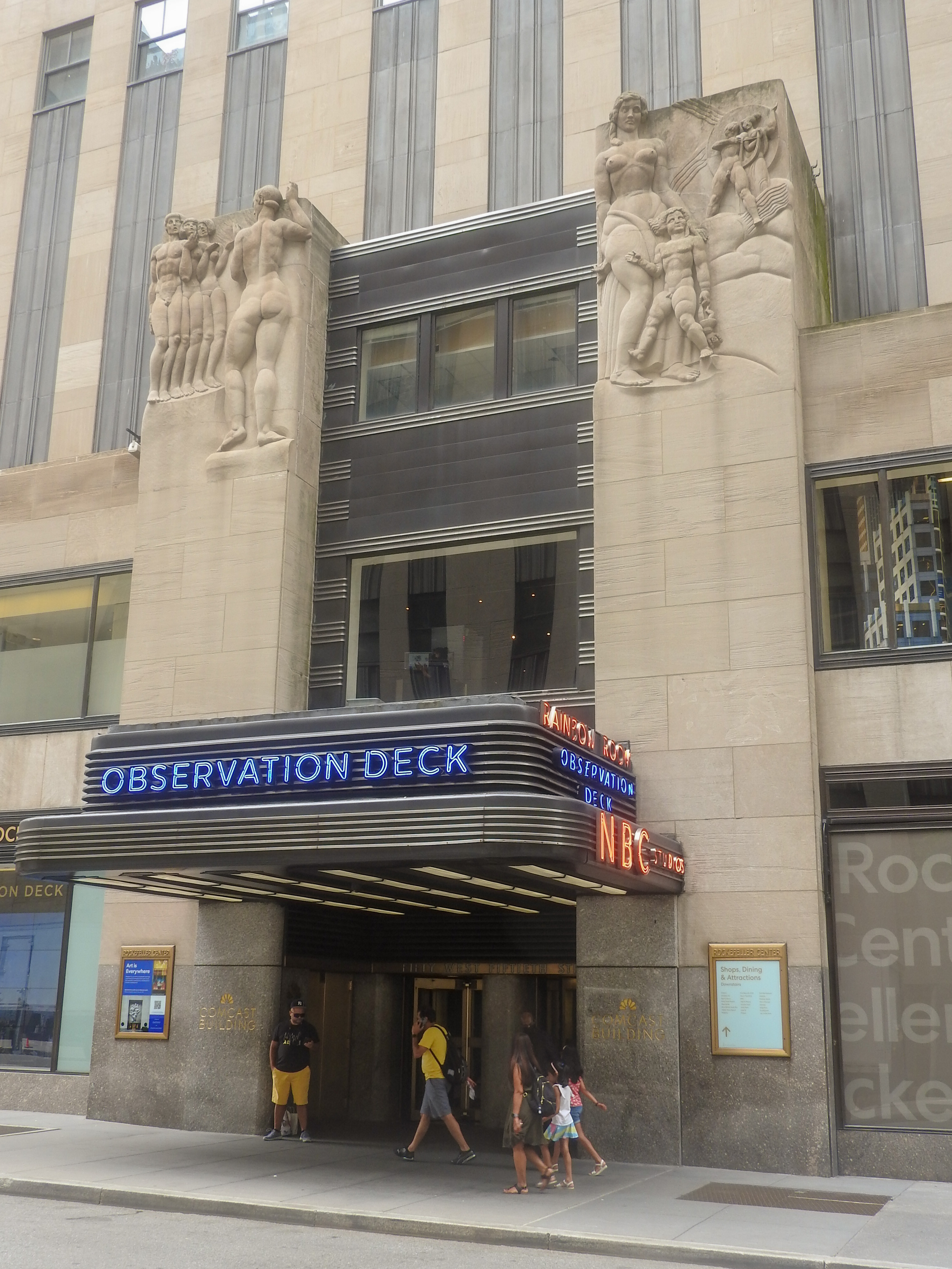
ورودی استودیو ان‌بی‌سی
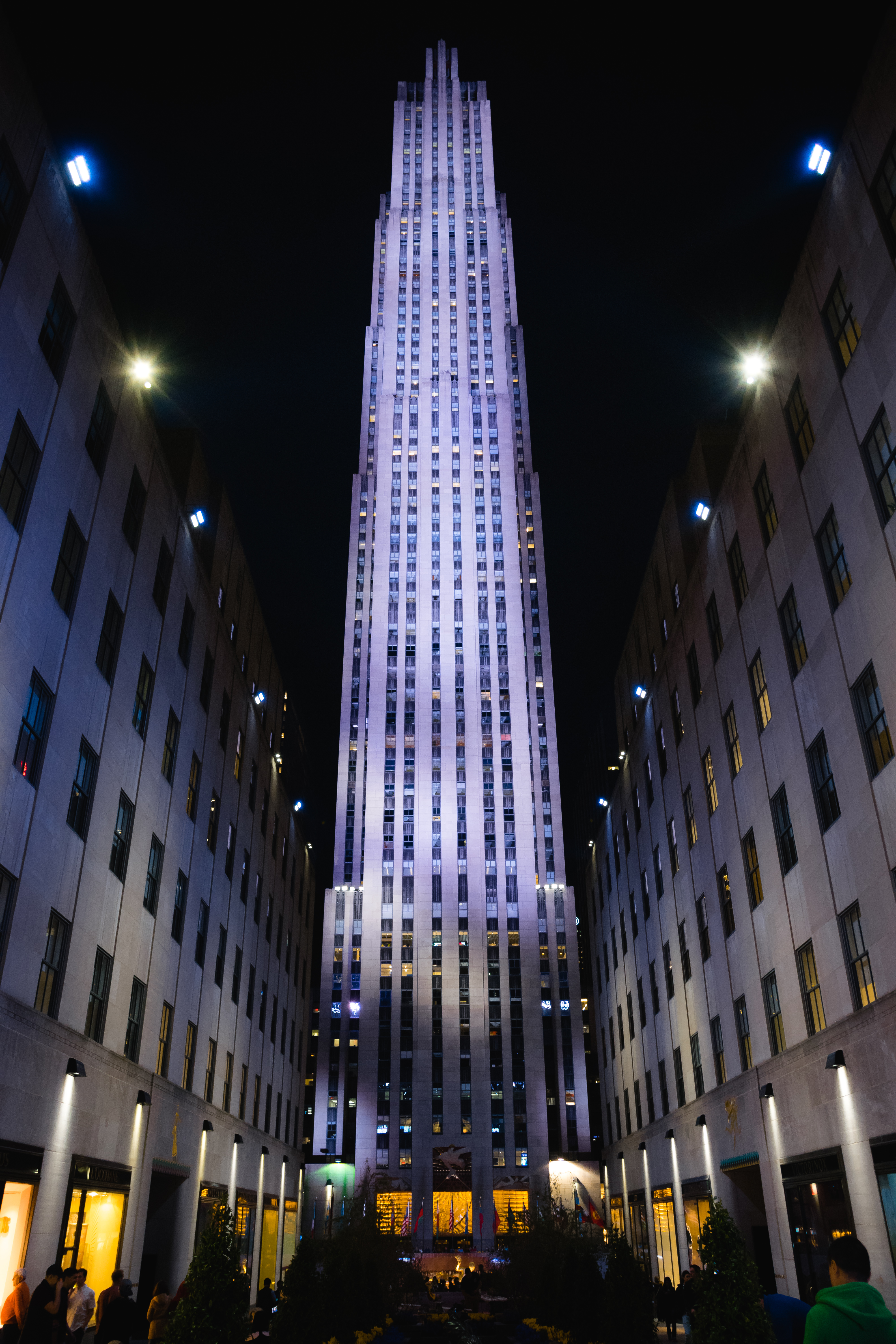
۳۰ راکفلر پلازا
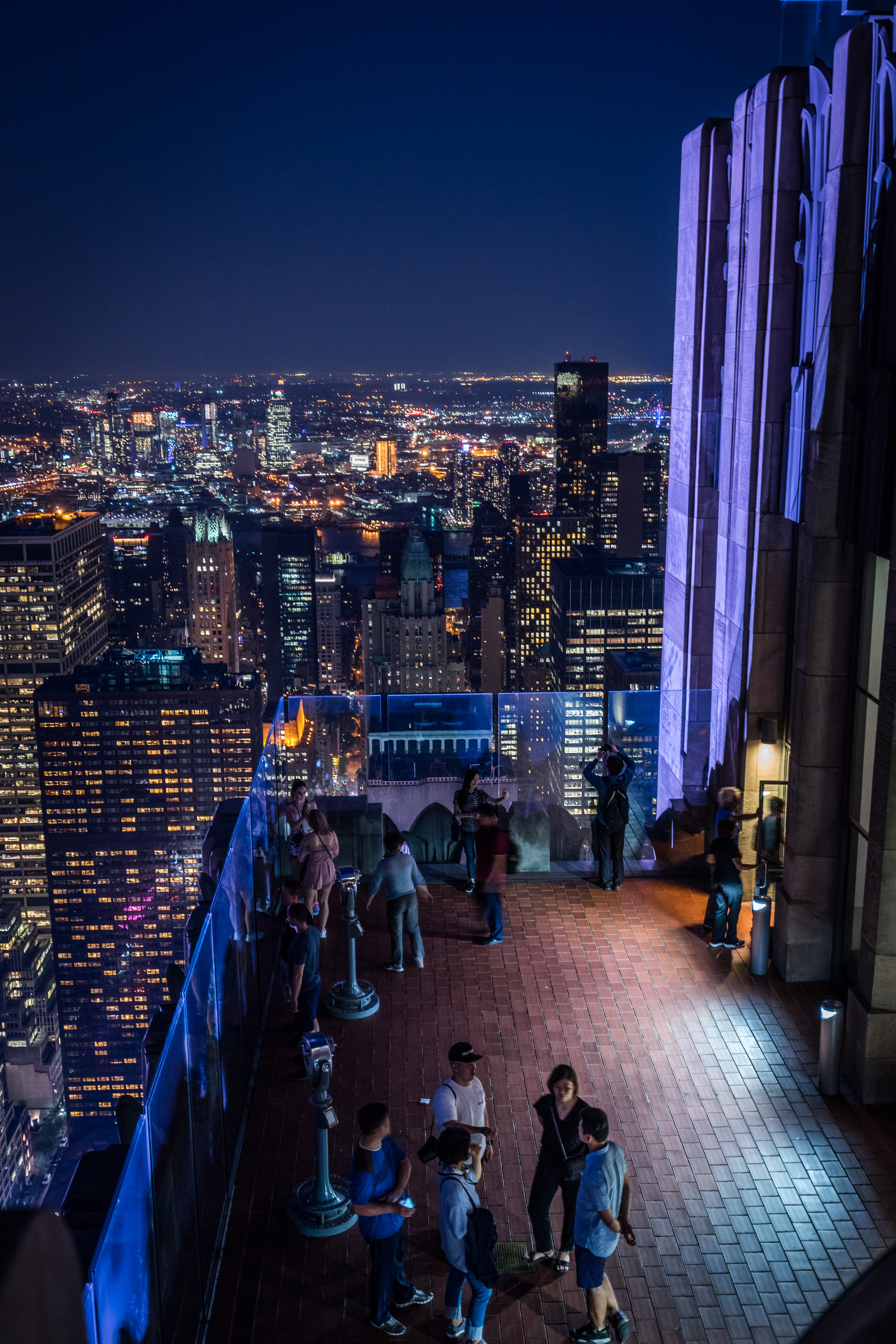
بام ۳۰ راکفلر پلازا در شب
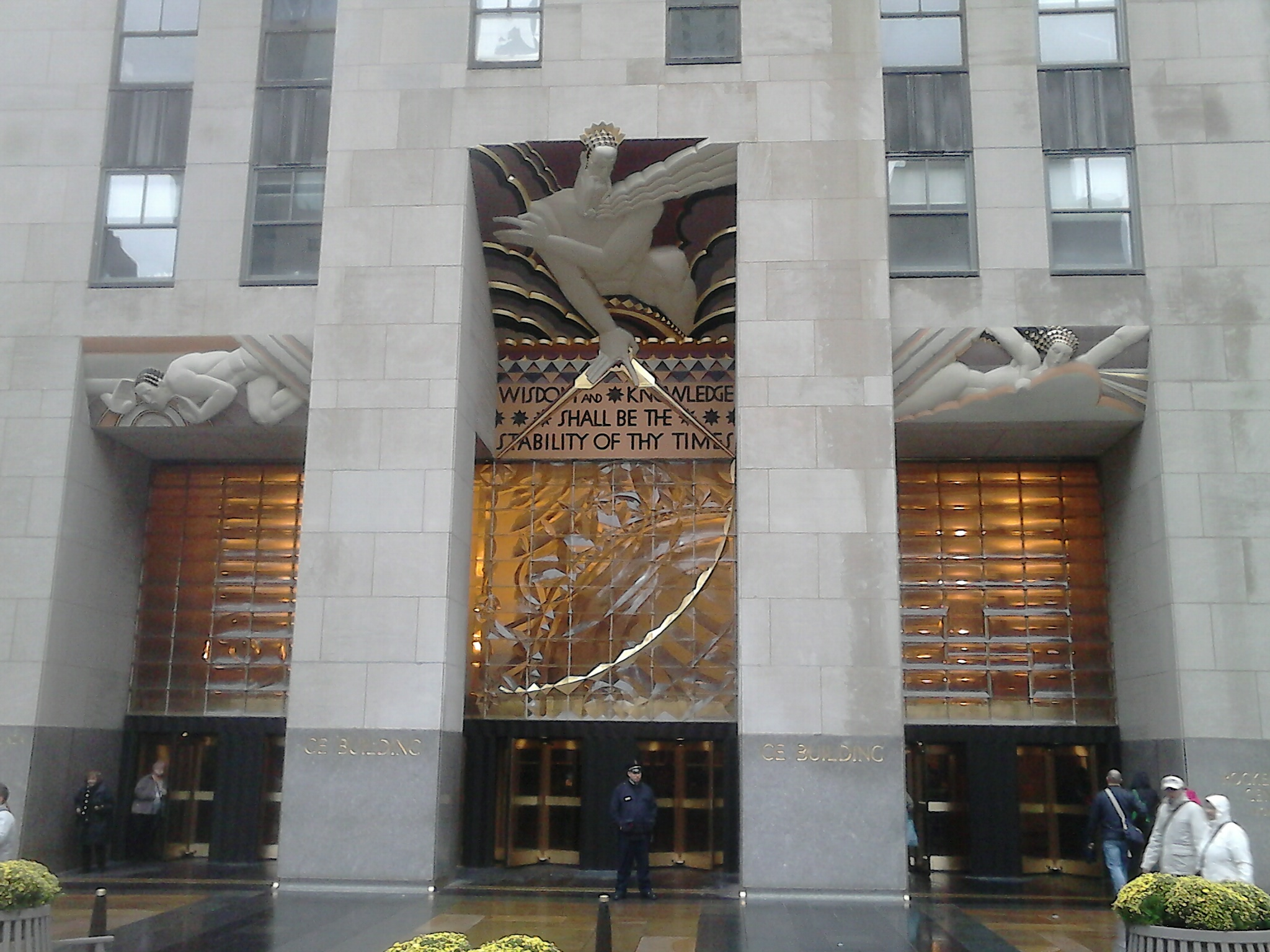
ورودی راکفلر سنتر در سال ۲۰۱۴
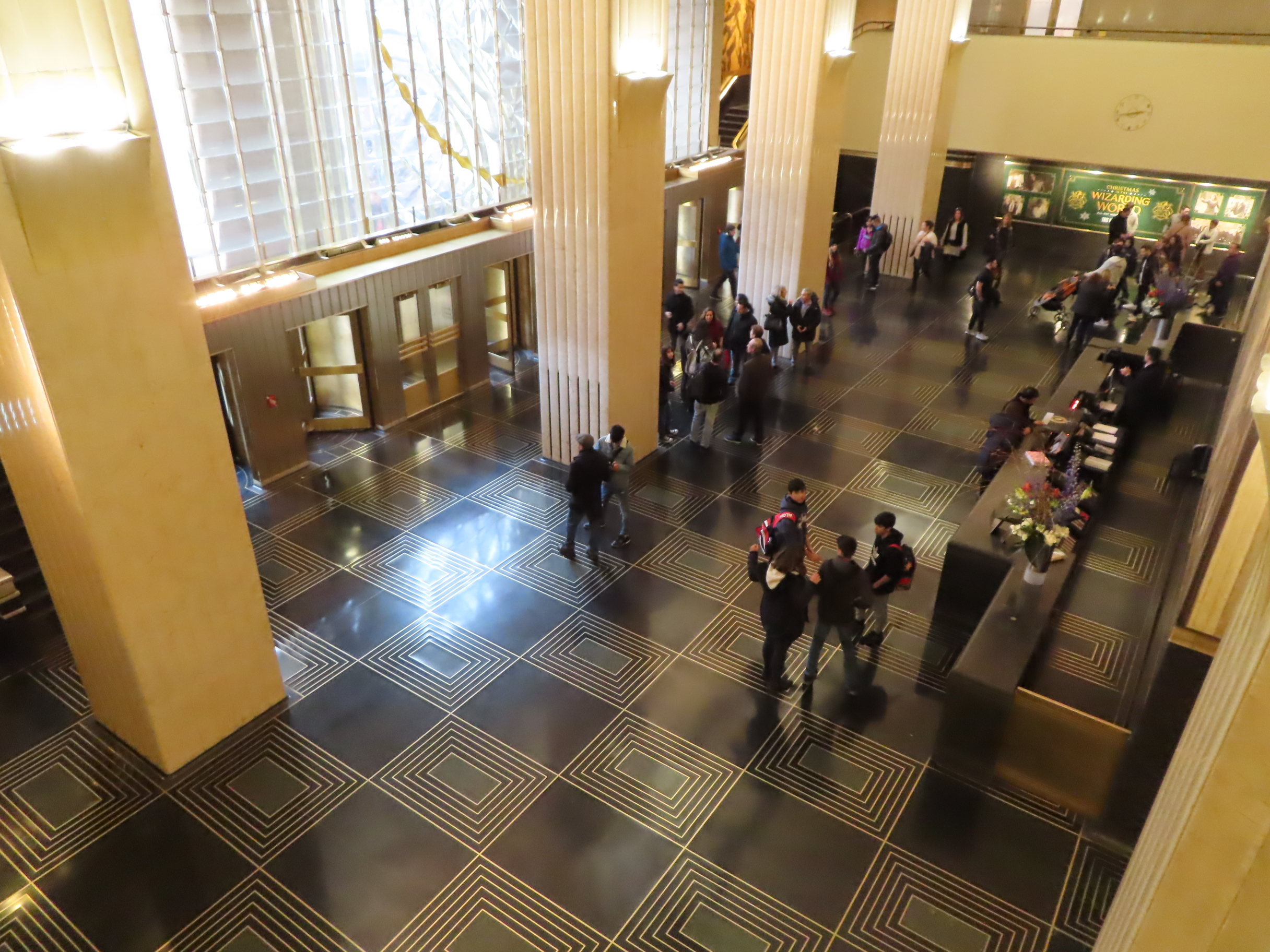
لابی ۳۰ راکفلر پلازا در سال ۲۰۱۹
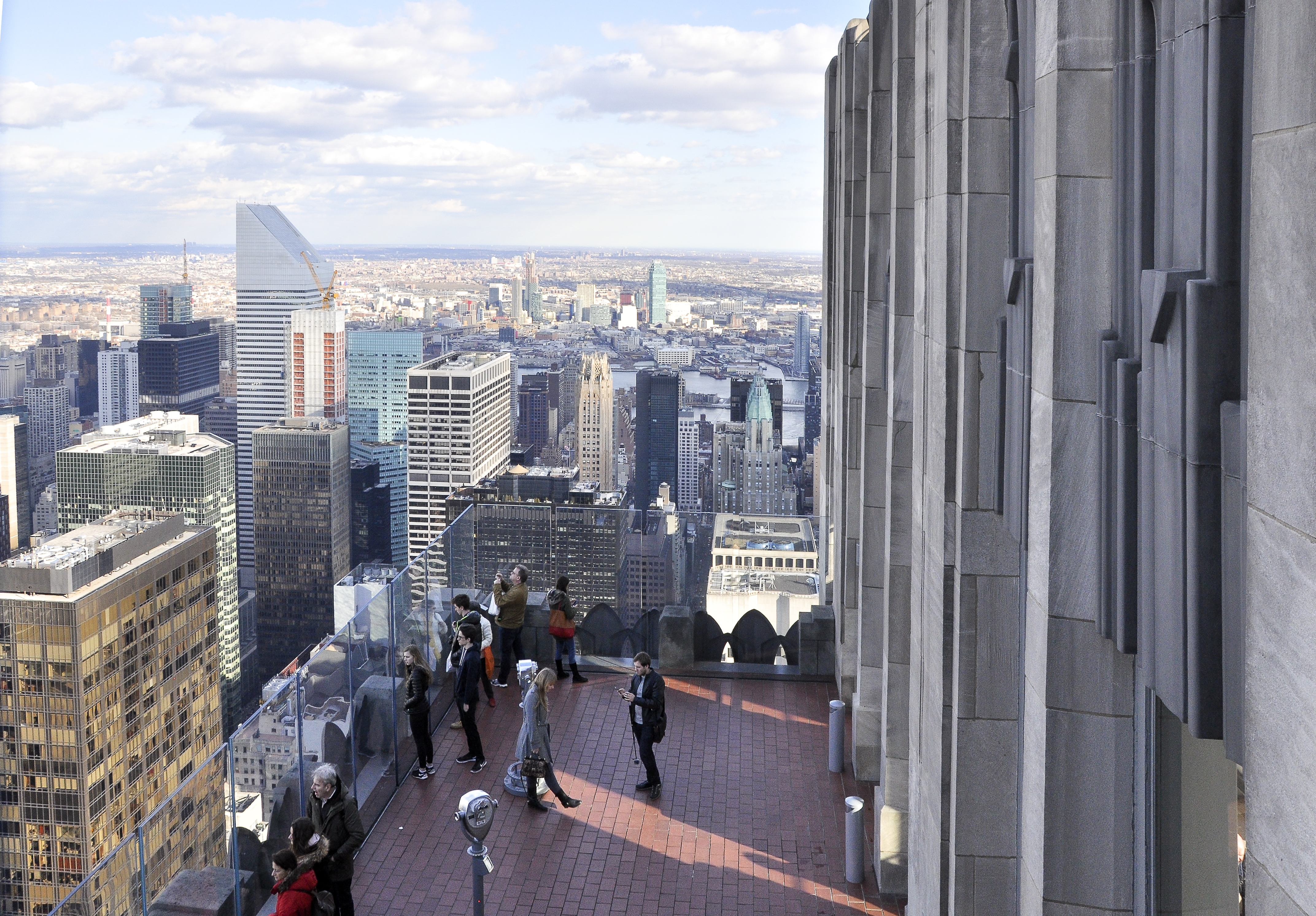
عکس‌برداری‌شده در ‏۲۹ فوریهٔ ۲۰۱۶‏
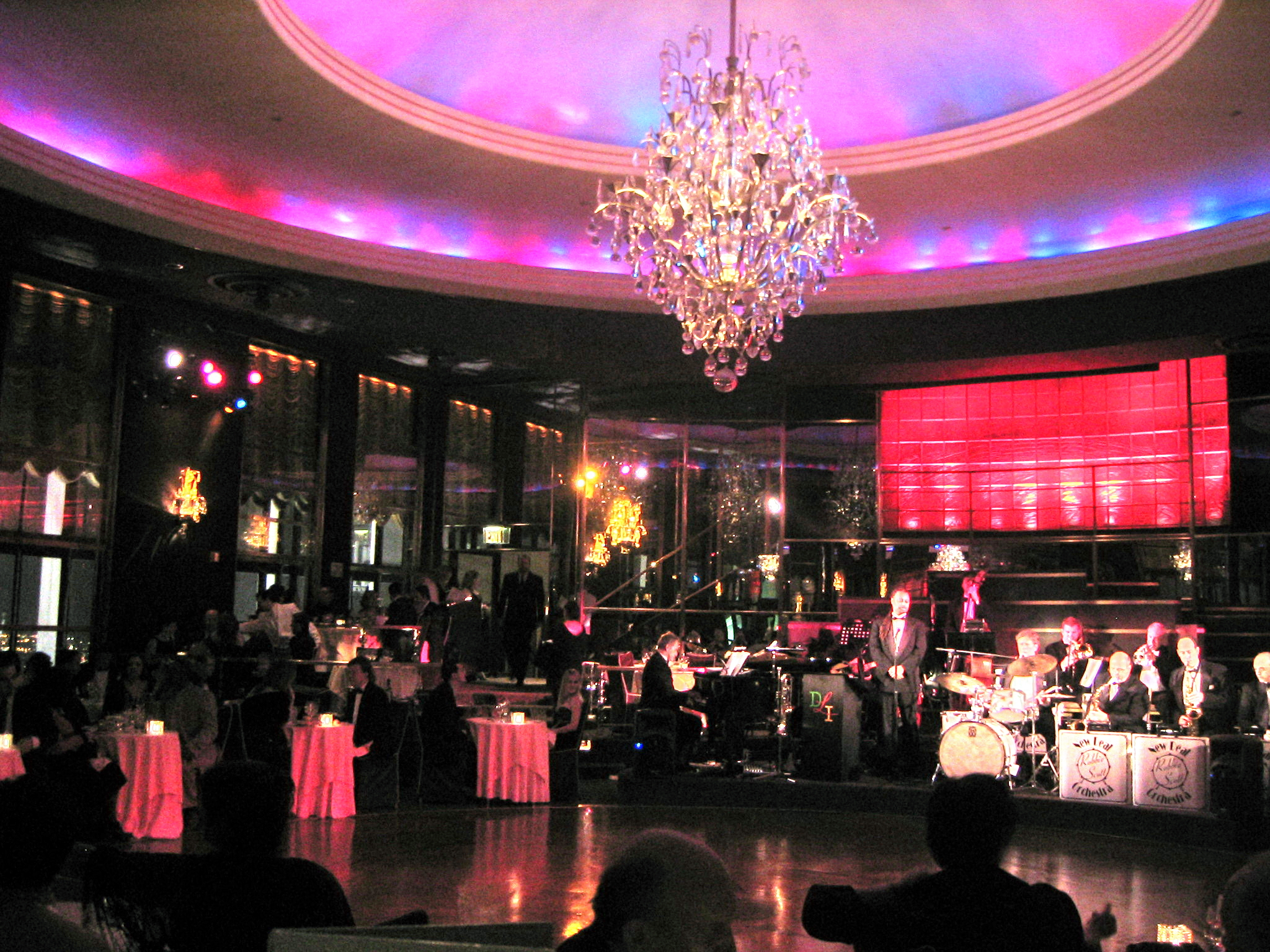
اتاق رنگین کمان
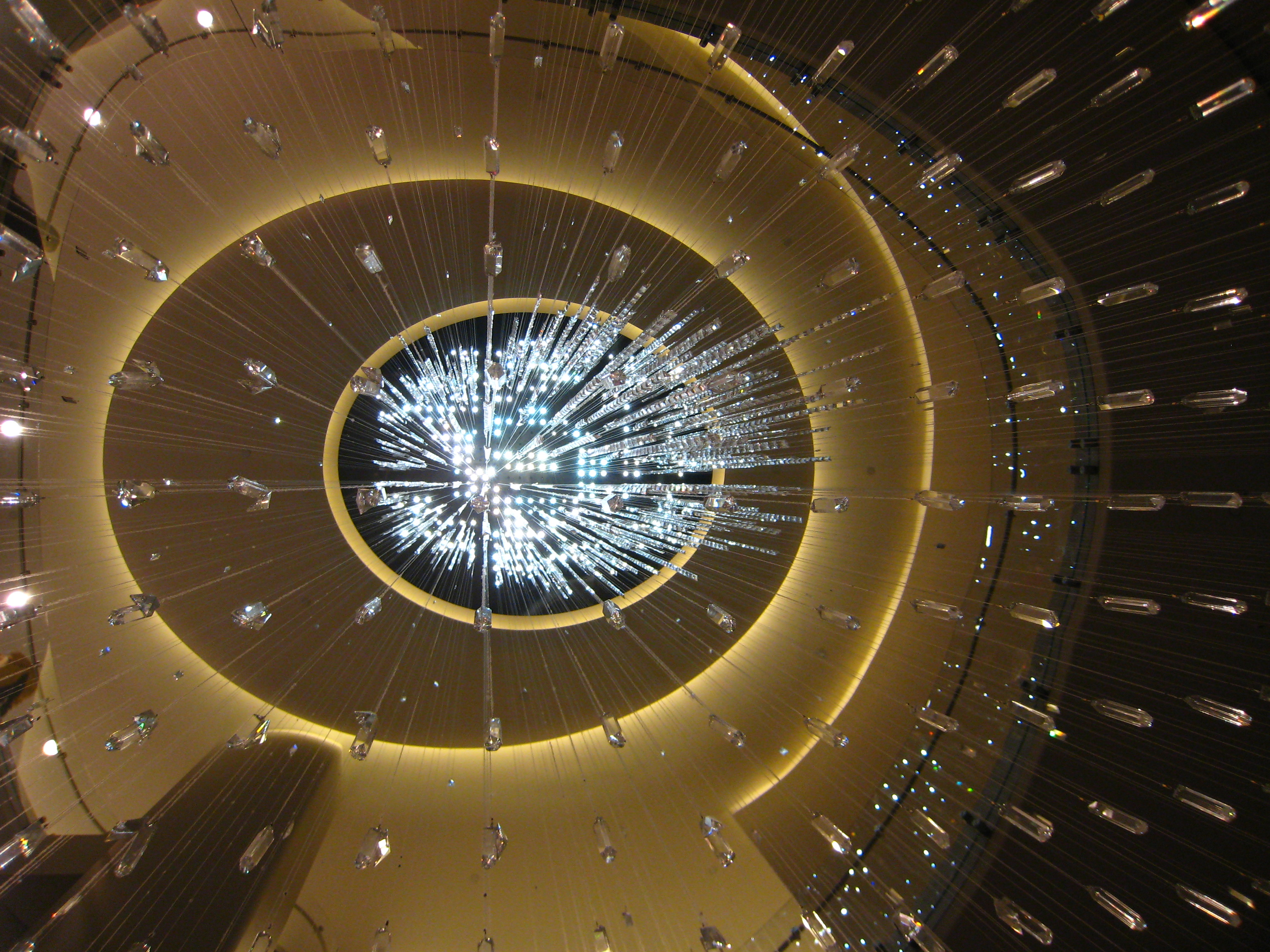
لوستر بزرگ نصب شده در ۳۰ راکفلر پلاز
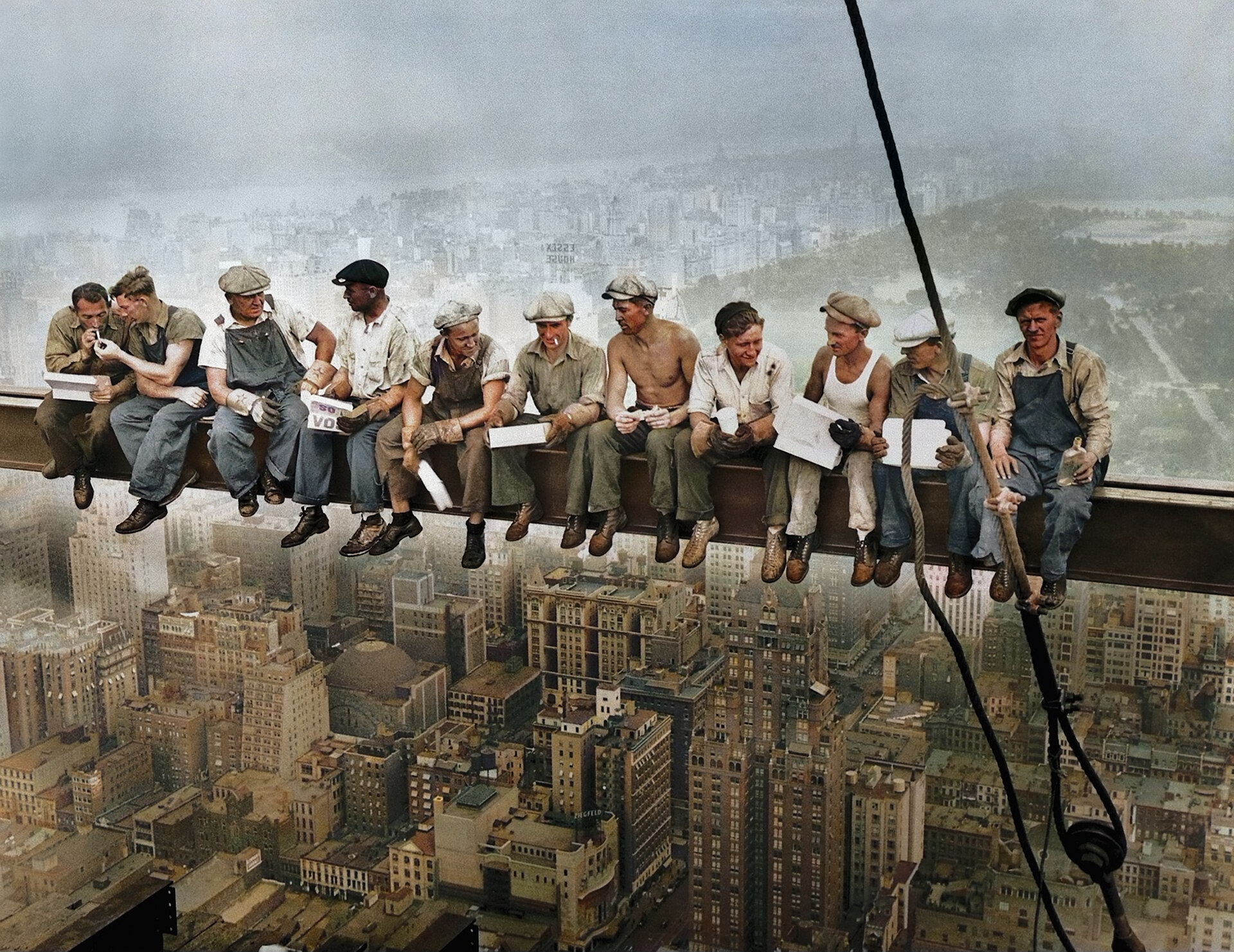
ناهار در بالای آسمان‌خراش